# Mark Kondratiuk
Mark Valérievich Kondratiuk (en ruso: Марк Валерьевич Кондратюк; Podolsk, 3 de septiembre de 2003) es un deportista ruso que compite en patinaje artístico, en la modalidad individual.
Participó en los Juegos Olímpicos de Pekín 2022, obteniendo una medalla de bronce en la prueba por equipo. Ganó una medalla de oro en el Campeonato Europeo de Patinaje Artístico sobre Hielo de 2022.

## Palmarés internacional
| Juegos Olímpicos   | Juegos Olímpicos | Juegos Olímpicos  | Juegos Olímpicos |
| Año                | Lugar            | Medalla           | Prueba           |
| ------------------ | ---------------- | ----------------- | ---------------- |
| 2022               | Pekín (China)    | Medalla de bronce | Equipo           |
| Campeonato Europeo |                  |                   |                  |
| Año                | Lugar            | Medalla           | Categoría        |
| 2022               | Tallin (Estonia) | Medalla de oro    | Individual       |